# Emiliano Zapata (Oxkutzcab)
Emiliano Zapata es una localidad situada en el municipio de Oxkutzcab, en el estado de Yucatán, México. Según el censo de 2020, tiene una población de 1670 habitantes.

## Toponimia
El nombre de la localidad hace referencia a Emiliano Zapata.

## Demografía
Según el censo de 2020 realizado por el INEGI, la población de la localidad es de 1670 habitantes, de los cuales 840 son hombres y 830 son mujeres.
| 36                          | 100 | 344 | 535 | 890 | 972 | 1139 | 1212 | 1670 |
| (Fuente: INEGI [Consultar]) |     |     |     |     |     |      |      |      |